# Súp lơ romanesco
Súp lơ hay bông cải romanesco là một giống súp lơ thuộc loài Brassica oleracea. Nụ hoa ăn được, màu xanh nõn chuối và có kết cấu fractal xoắn ốc điển hình. Romanesco nấu chín có mùi thơm và cứng hơn súp lơ trắng hoặc bông cải xanh.

## Miêu tả

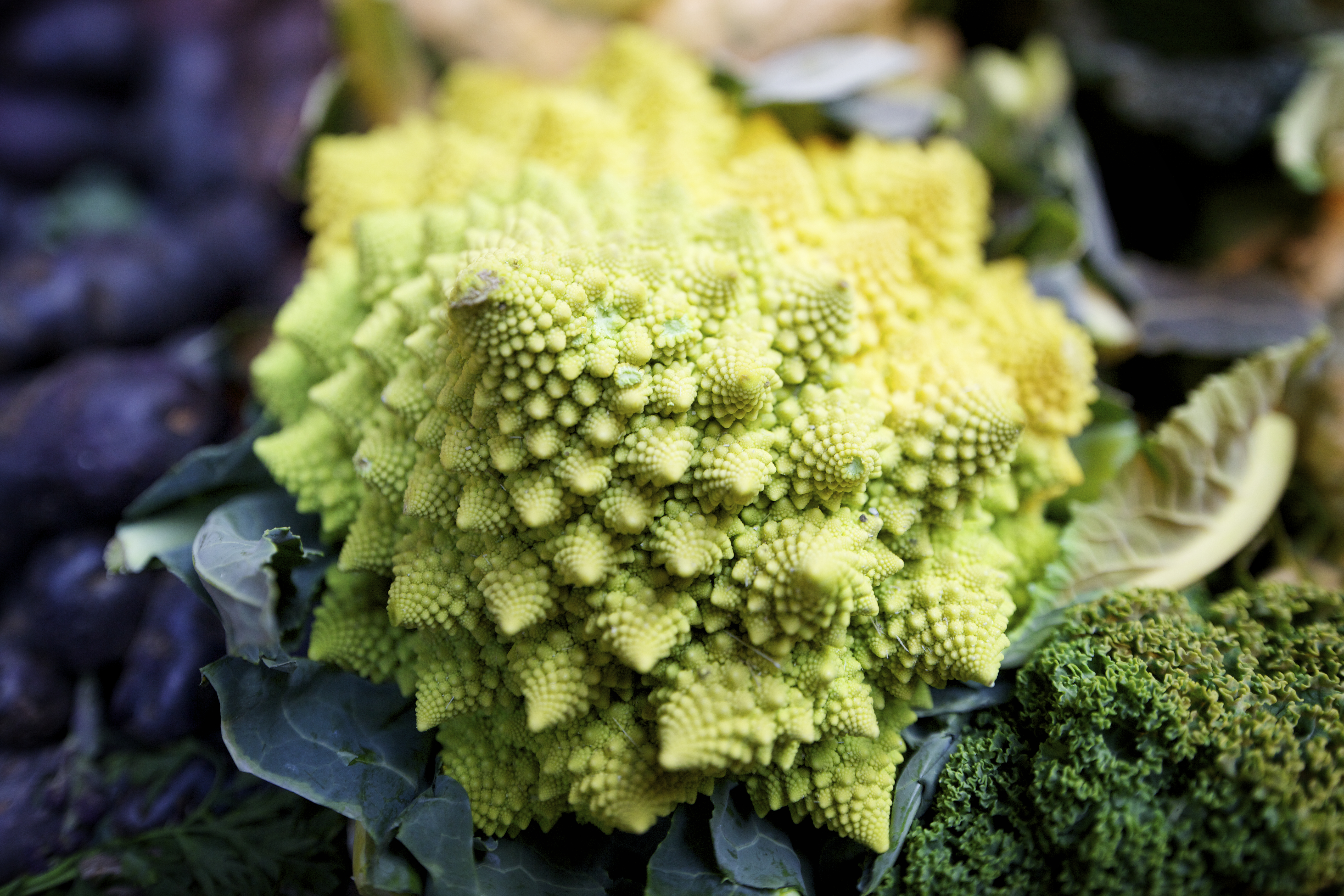
Romanesco dễ nhận biết với cấu trúc fractal

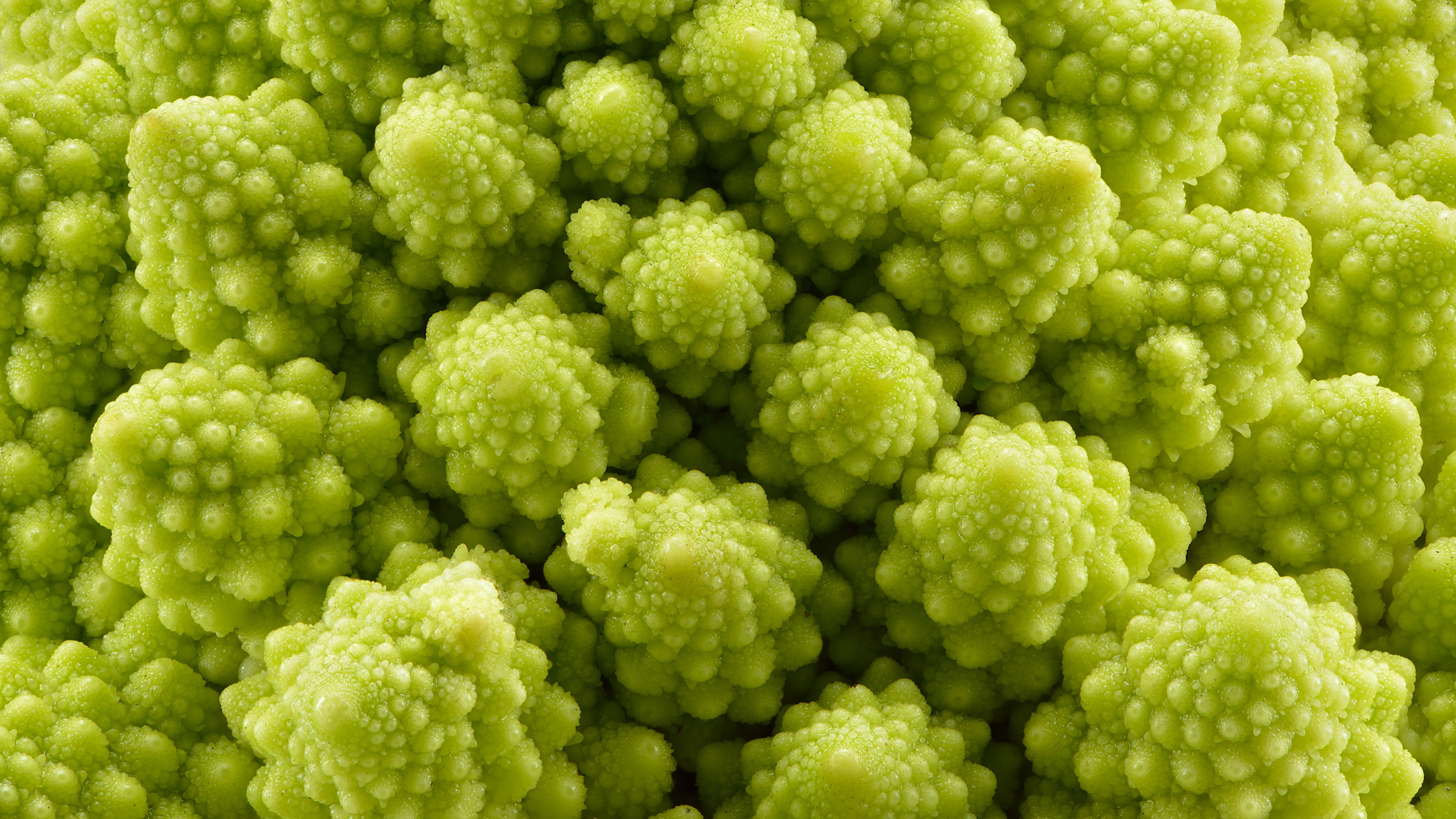
Kết cấu bông cải xanh Romanesco

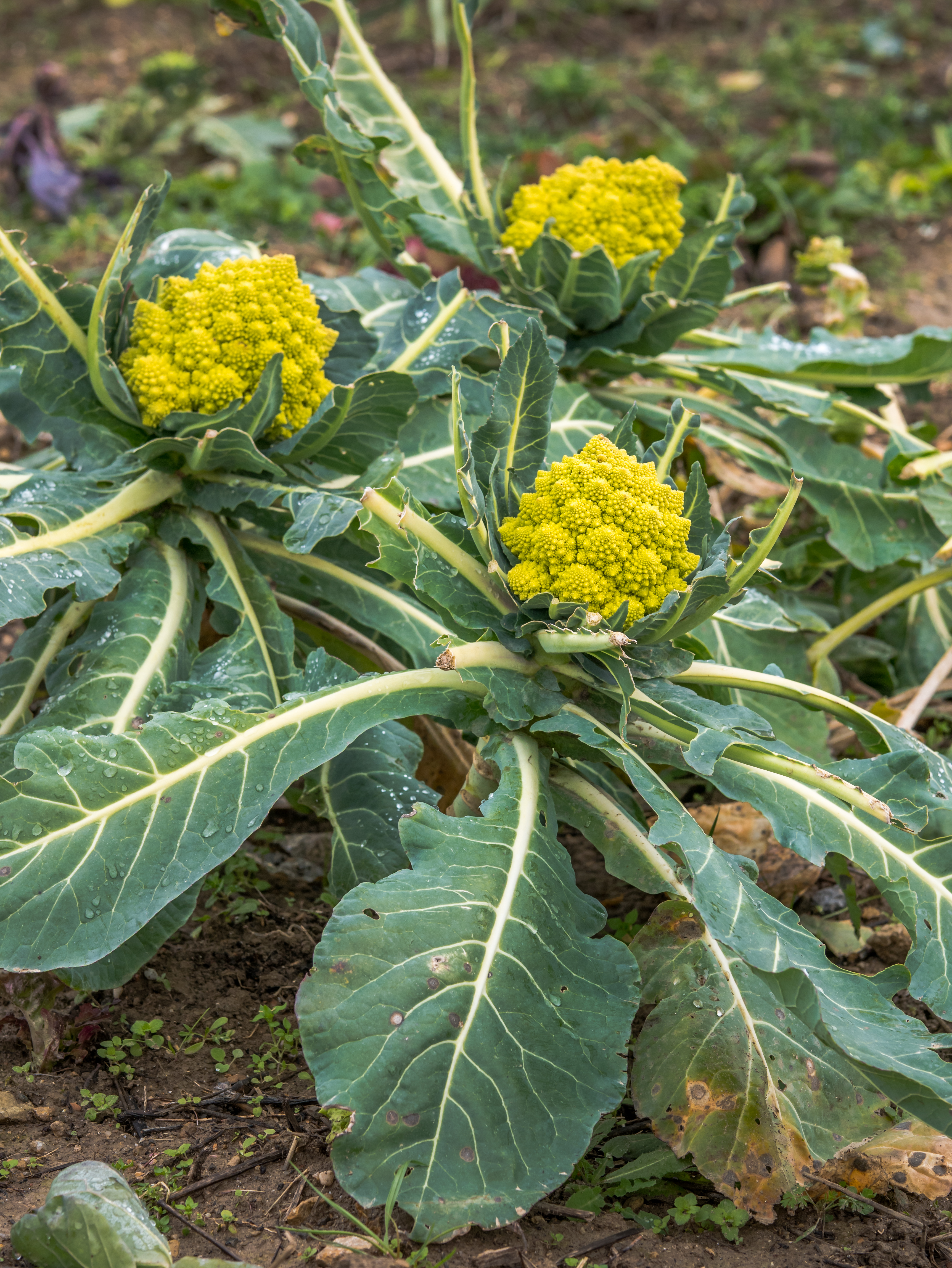
Bông cải xanh Romanesco trồng trên đất

Romanesco là một loại đồ ăn giàu vitamin C, vitamin K, chất xơ và carotenoid.

### Cấu trúc fractal
Cụm hoa gồm một loạt các chồi, mỗi chồi lại mọc ra nhiều chồi nhỏ hơn giống nhau về cấu trúc. Cụ thể, các các mô phân sinh phát triển theo một đường xoắn ốc logarit đặc trưng, tuân theo dạng fractal. Tổng các đường xoắn là một số Fibonacci.
Hình dạng đặc biệt của súp lơ được cho là sự phát triển quá mức trong giai đoạn tiền trổ hoa. Một nghiên cứu năm 2021 lại cho rằng đây là một dạng rối loạn gene của cây, khiến cho các mô phân sinh không phát triển bình thường được mà lặp lại cấu trúc cũ.